# Austrodecus macrum
Austrodecus macrum là một loài nhện biển trong họ Austrodecidae. Loài này thuộc chi Austrodecus. Austrodecus macrum được miêu tả khoa học năm 1994 bởi Child.